# Anisodes leucaniata
Anisodes leucaniata là một loài bướm đêm trong họ Geometridae.